# Carl Bloch
Carl Heinrich Bloch (Kopenhagen, 23 mei 1834 - Kopenhagen, 22 februari 1890) was een Deens schilder.

## Leven en werk
Bloch studeerde vanaf 1849 aan de Koninklijke Deense Kunstacademie onder professor Wilhelm Marstrand. Van 1859 tot 1865 reisde hij door Italië, waar hij vooral genrestukken maakte van het Italiaanse volksleven. Hij ontwikkelde zich in deze periode tot historieschilder. Vooral tijdens zijn laatste jaren in Rome werden Bijbelse taferelen steeds belangrijker in zijn werk.
Terug in Kopenhagen, werd hij in 1865 lid van de Academie. Hij kreeg een opdracht om 23 schilderijen met nieuwtestamentische voorstellingen te schilderen voor Slot Frederiksborg, waaraan hij van 1865 tot 1879 werkte.
In 1867 ontving hij de Zweedse koninklijke onderscheiding Litteris et Artibus.
Bloch overleed op 55-jarige leeftijd aan kanker.

## Schilderijen

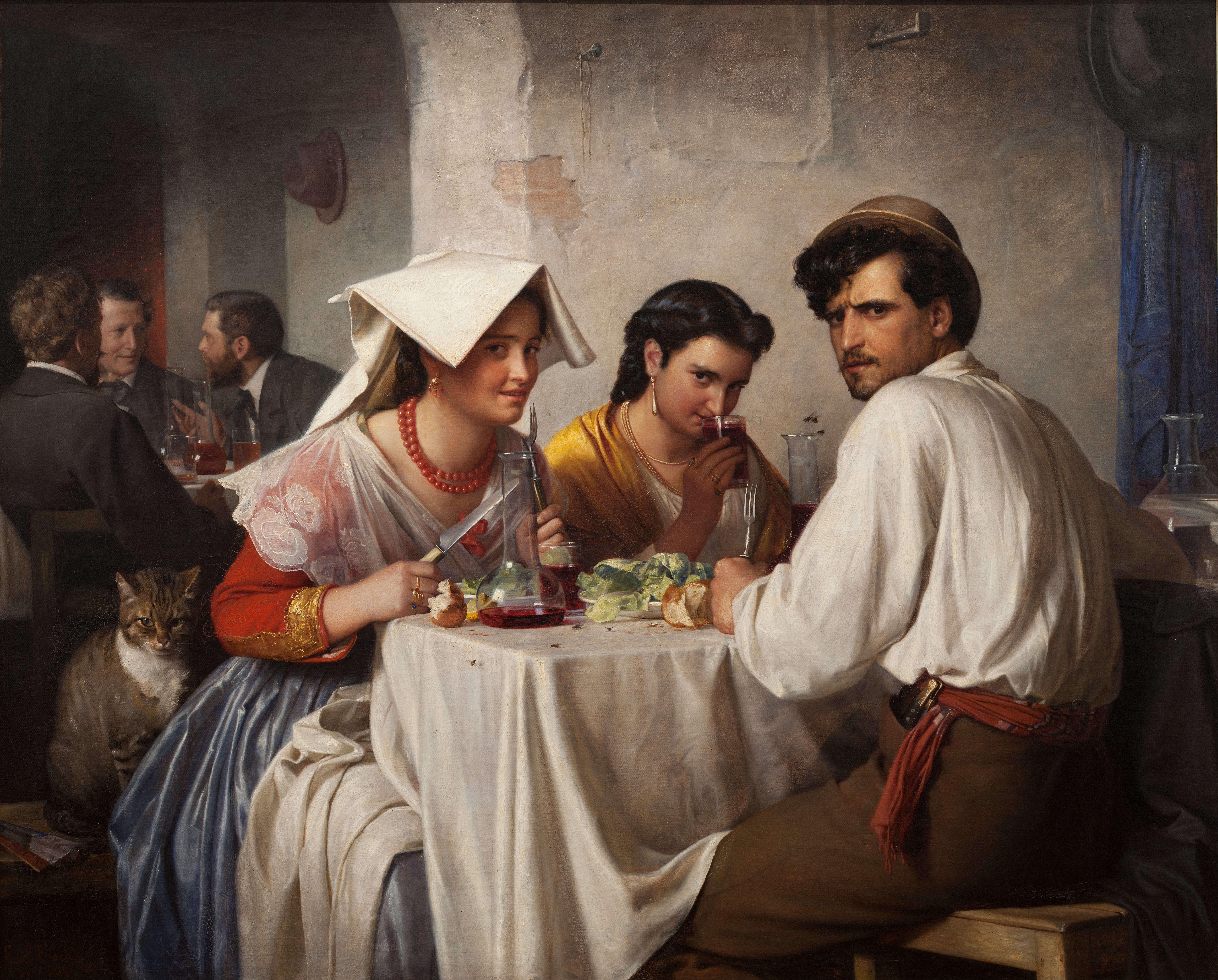
In een Romeinse osteria
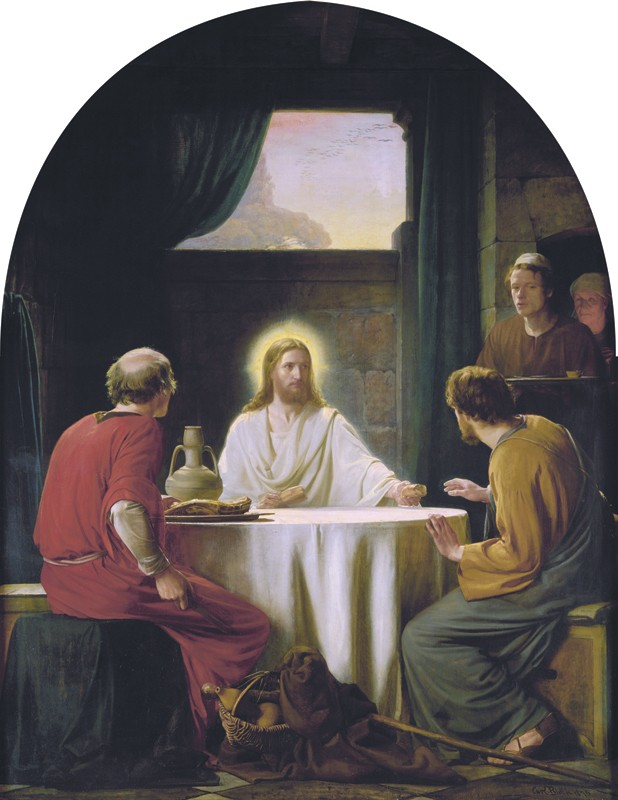
De Emmaüsgangers
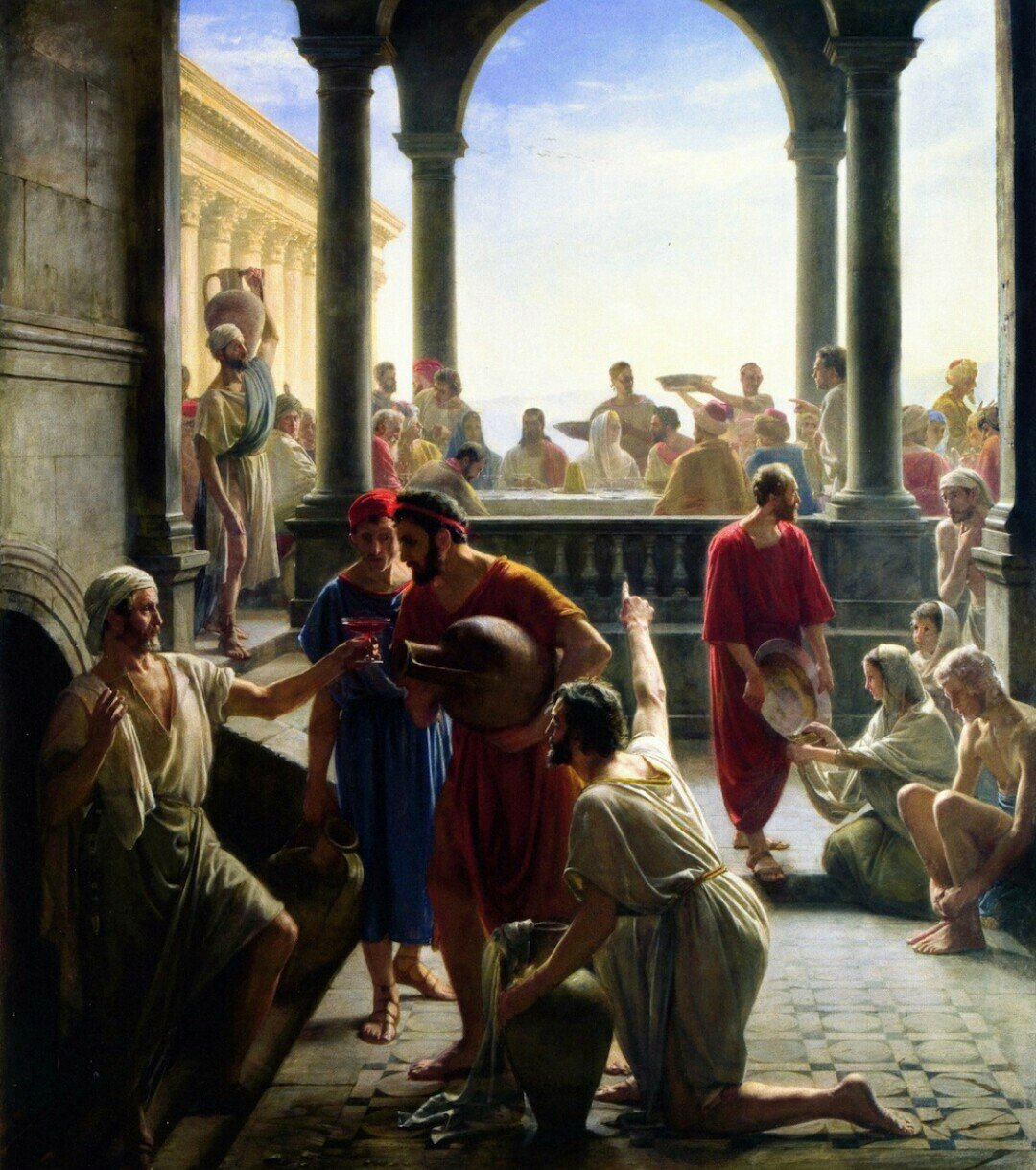
Bruiloft in Kana
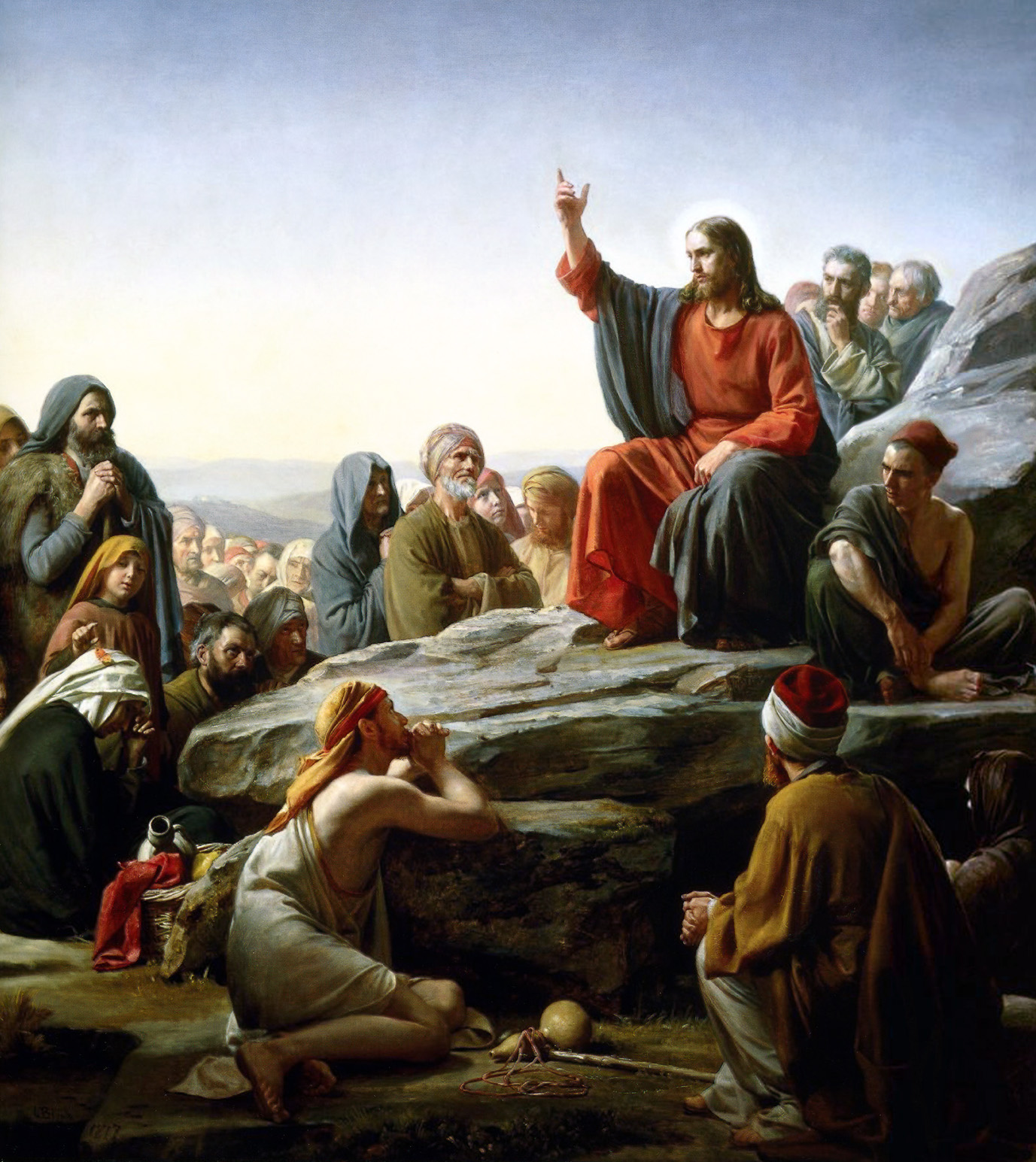
De Bergrede